# Intentional Camera Movement

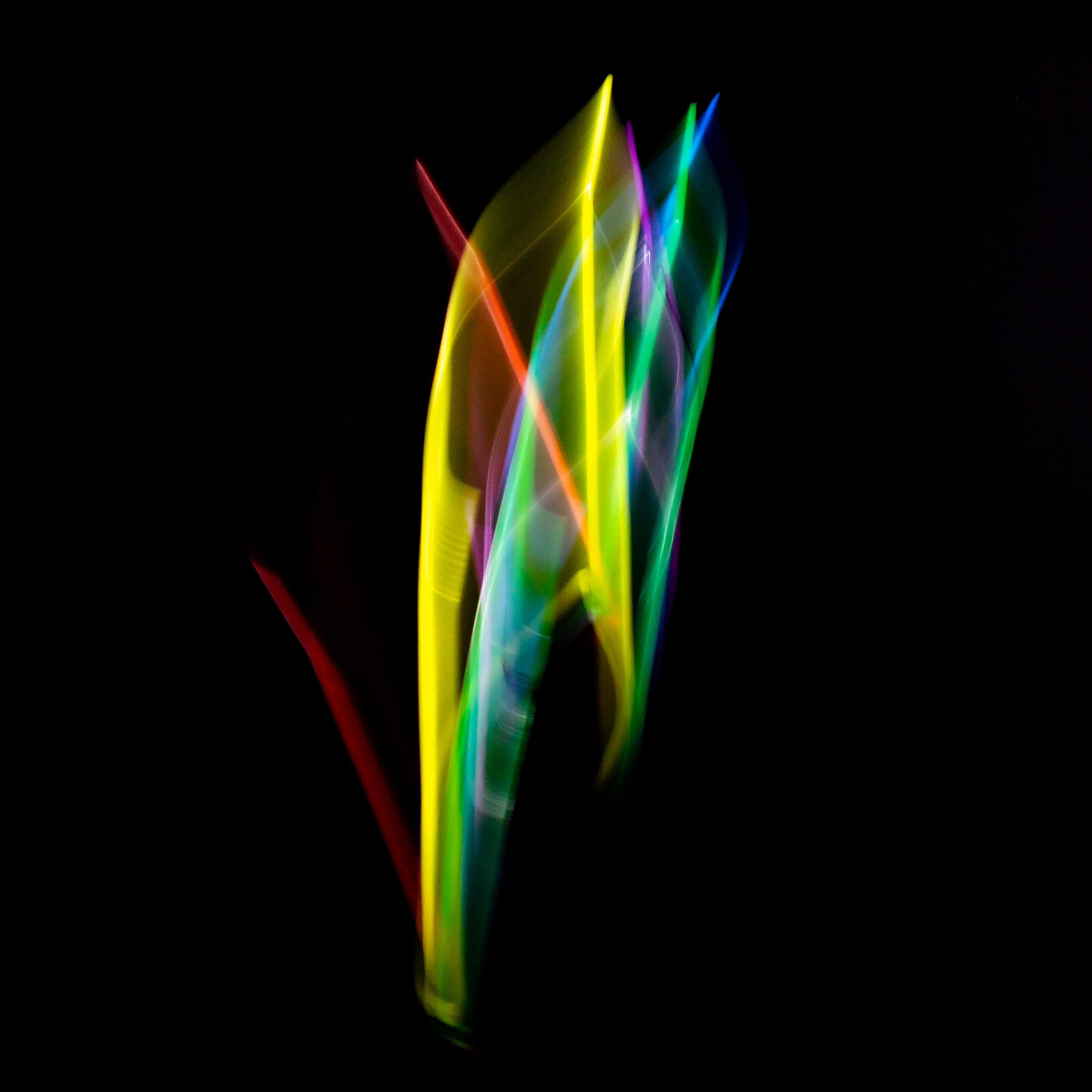
Bewegung auf Basis von verschiedenfarbigen Kabelbindern

Bei der absichtlichen Kamerabewegung (engl. Intentional Camera Movement, kurz ICM) wird eine Kamera während der Belichtung bewegt, um einen kreativen oder künstlerischen Effekt zu erzielen. Dadurch bewegen sich die Bildpunkte über das Aufnahmemedium, was zu unterschiedlichen Effekten wie Streifen, Texturen und Schichten im Bild führt. Die zentrale Idee der ICM-Fotografie ist, dass die Bewegung als primäres kompositorisches Element dient. Strenge technische oder definitorische Argumente bleiben bei dieser Form der Fotografie, die auf eine lange Geschichte zurückblicken kann und mit vielen anderen Formen der Fotografie, wie dem Impressionismus, verbunden ist, vage und lassen oft Genres und Stile verschwimmen.

## Beispiele

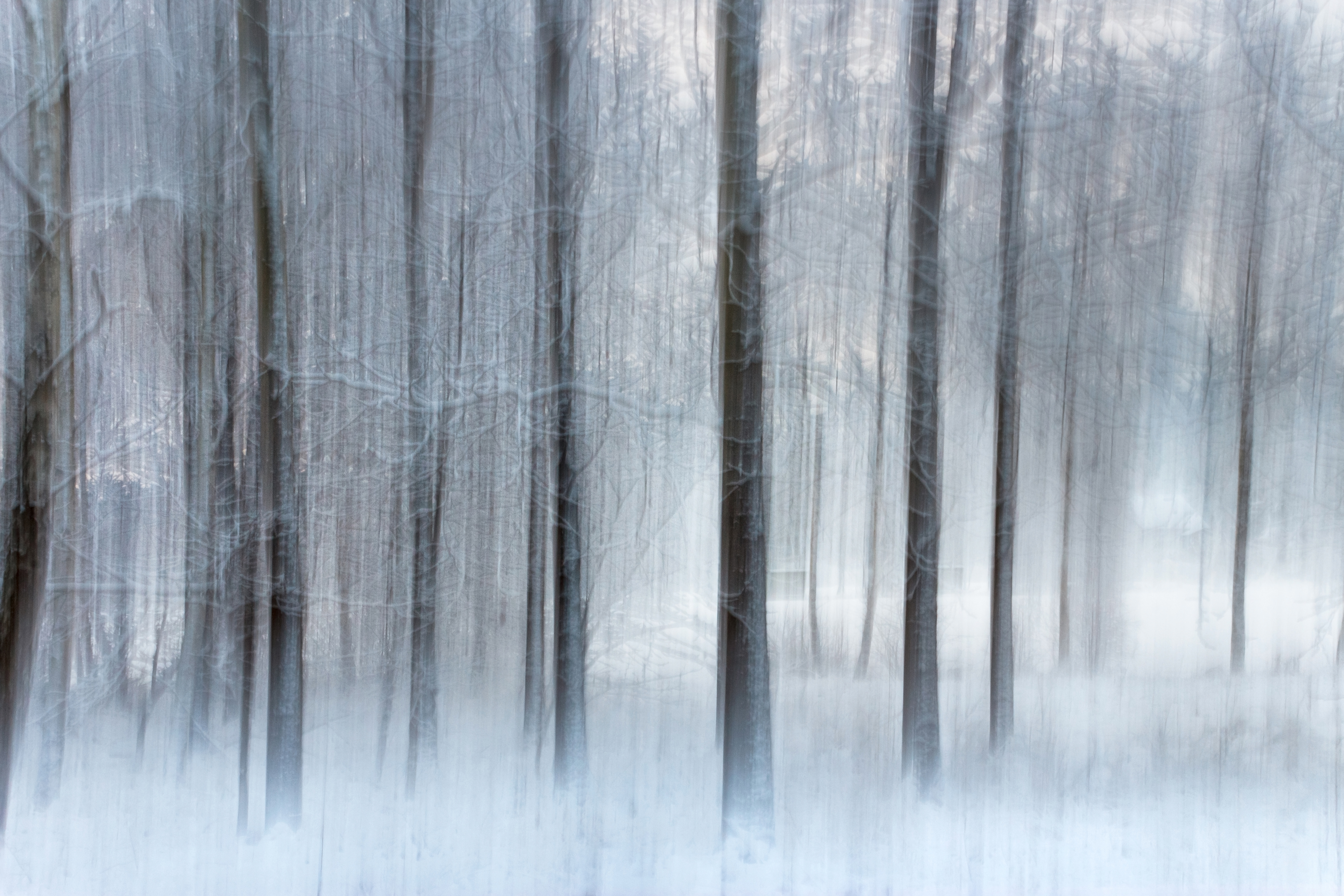
Bäume auf dem Myrstigen-Wanderweg im Winter in Brastad, Gemeinde Lysekil, Schweden Belichtungszeit 1/6 Sekunde
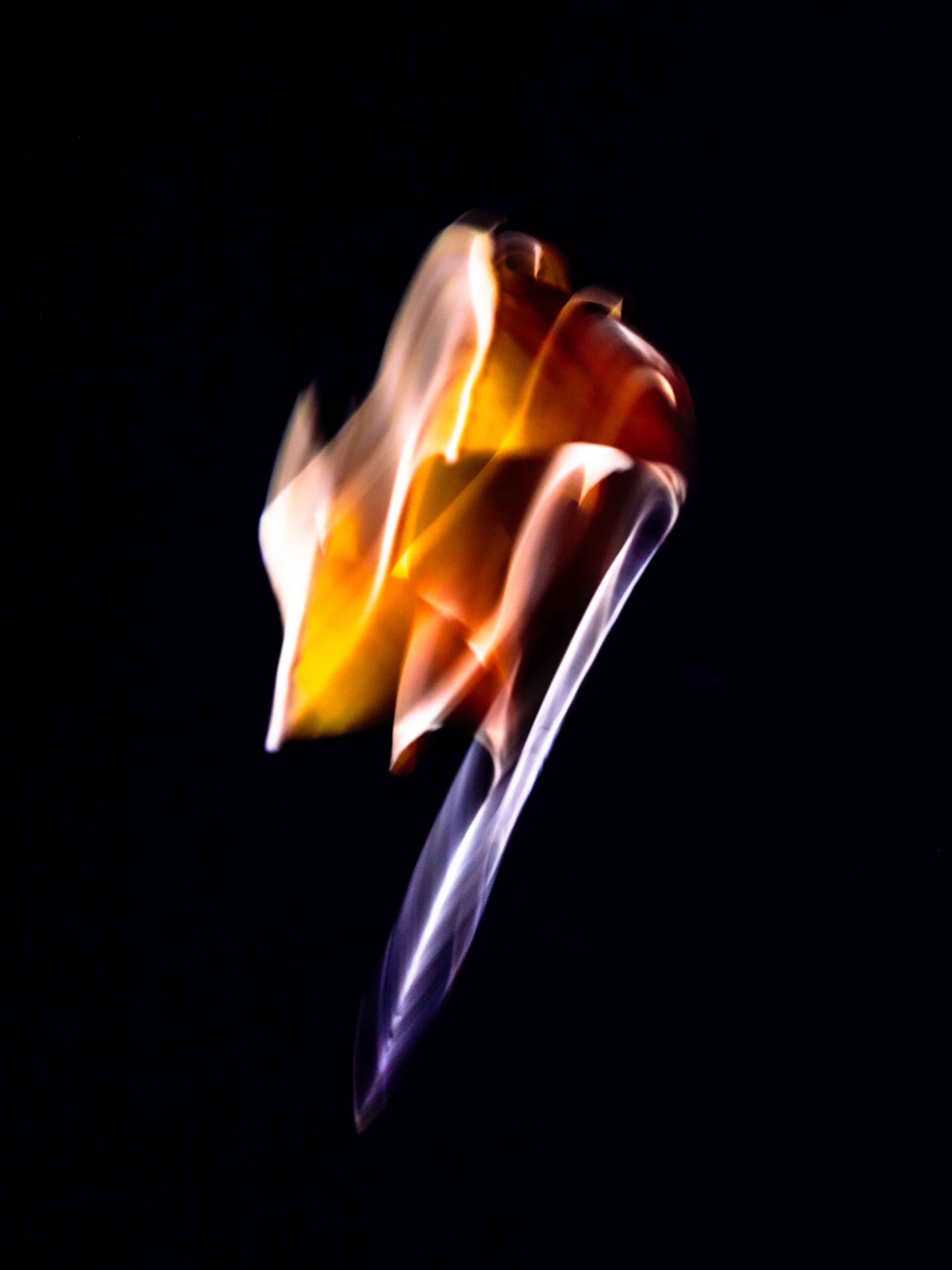
Ginkgo-Blatt Belichtungszeit 1/2 Sekunde
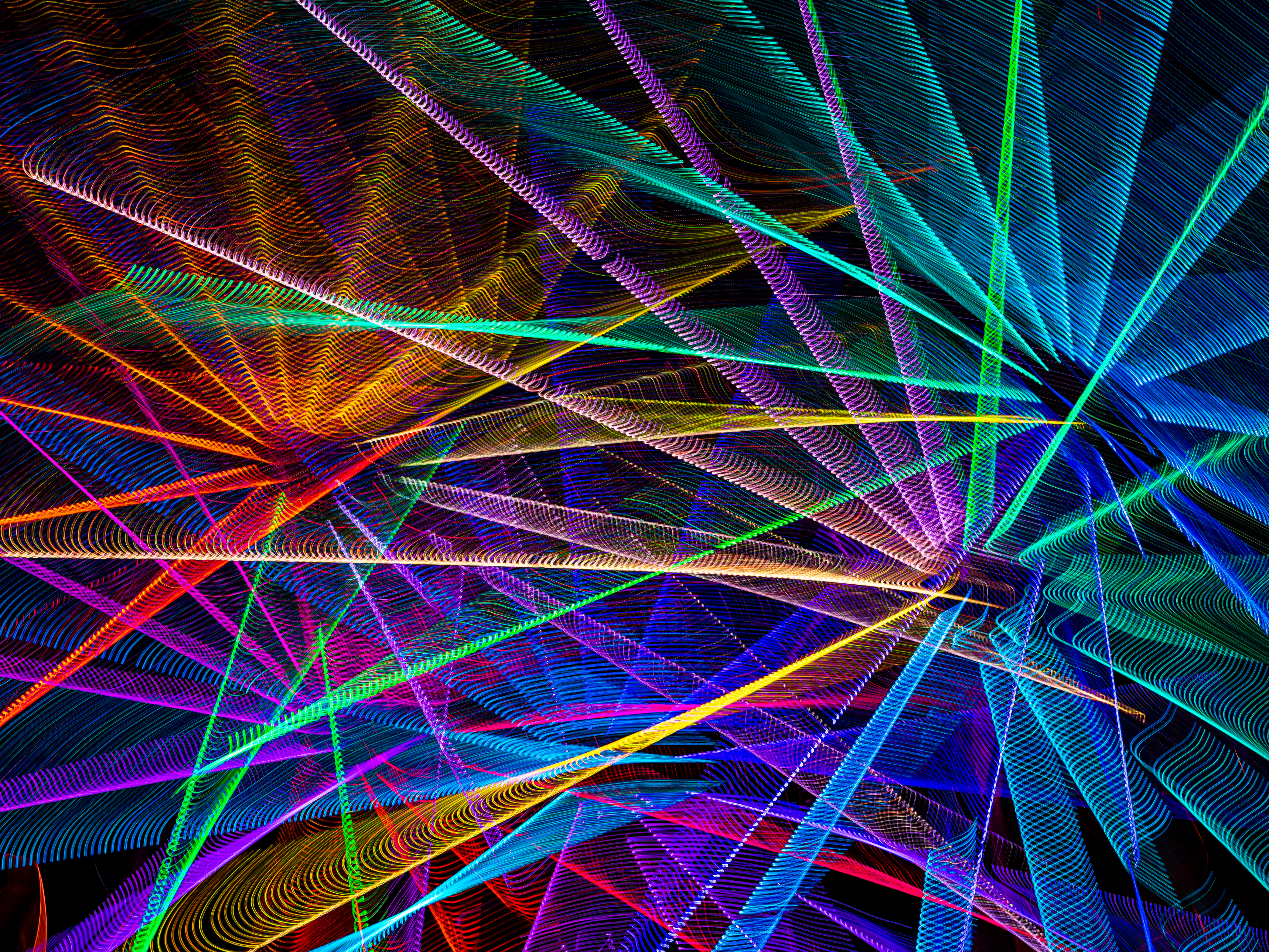
Riesenrad in Münster, Deutschland Belichtungszeit 1/8 Sekunde, Mehrfachbelichtung
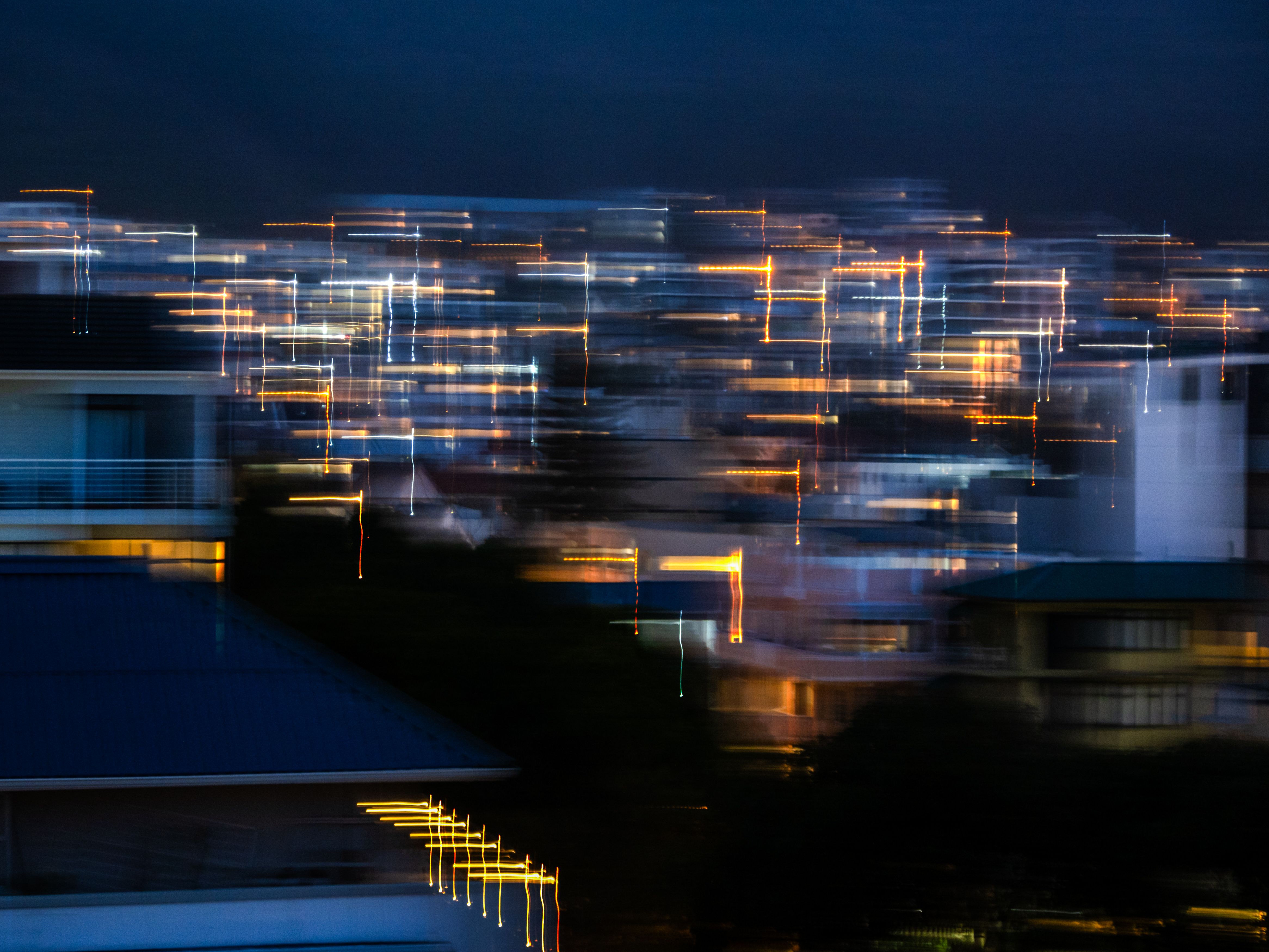
Nacht in Kapstadt, Südafrika Belichtungszeit 1/5 Sekunde, Doppelbelichtung